# Трансгрессивное искусство

Работа «Foetus Ear-rings» художника Рика Гибсона, который использовал в качестве серёг для манекена реальные мумии человеческих эмбрионов

Трансгрессивное искусство — термин, употребляющийся по отношению к искусству, которое стремится к преодолению обыденных установок и норм и побуждает к такому преодолению или переосмыслению реципиента (зрителя, слушателя, читателя), часто используя при этом шоковые методы.
Одним из первых деятелей искусства, использовавших этот термин, был андеграундный режиссёр Ник Зедд, основатель движения Cinema of Transgression («Трансгрессивный кинематограф»). Предшественниками трансгрессивного движения называют дадаистов, сюрреалистов, участников движения «Флюксус», венских акционистов. Как философский концепт понятие «трансгрессии» (нарушения обыденного порядка вещей) оформляется в работах М. М. Бахтина («карнавал») и Жоржа Батая (литературное наследие которого также может быть причислено к трансгрессивному искусству).
Для трансгрессивного искусства характерен повышенный интерес к человеческому телу (вплоть до экстремальных манипуляций с собственным телом или использования в инсталляциях человеческих трупов), безумию и насилию. Представителями трансгрессивного искусства в литературе можно назвать Уильяма Берроуза, Джеймса Грэма Балларда, Кэти Акер, в кино — деятелей нового французского экстрима, в музыке — участников американского движения No Wave, тесно связанного с Cinema of Transgression, исполнителей индастриала (в особенности основоположников движения, таких как Throbbing Gristle) и грайндкора.

## Художники
Пожалуй, самый известный трансгрессивный художник начала 1980-х годов Ричард Керн начал снимать фильмы в Нью-Йорке с известными андеграундными актёрами Ником Зеддом и Лунг Лег. Также они снимали видео для музыкальных артистов, в том числе для Butthole Surfers и Sonic Youth.
Последующие трансгрессивные художники 1990-х годов работали на границе литературы, искусства и музыки. Наиболее известны Джи-Джи Аллин, Лиза Кристал Карвер, Шейн Багби и Costes. Этими художниками больше внимания уделялось самой жизни (или смерти) как искусству, а не просто изображению определённого мышления в фильме или музыке. Они сыграли важную роль в создании нового типа визионерского искусства и музыки, и оказали влияние на таких артистов, как Алек Эмпайр, Cock ESP, Crash Worship, Усама Альшаиби, Лиз Армстронг, Ленни Ли, Уизел Уолтер, Энди Ортманн.
Новые трансгрессивные художники 2010-х годов, такие как Никк Дропкик, Жоан Корнелья, Александра Валишевская, DJ Magnetic Dozer и Molg H, по всей видимости, привели к возрождению трансгрессивного искусства после некоторого времени упадка.
Также термин трансгрессивное искусство может применяться к произведениям литературы. Недавние примеры включают роман «На игле» Ирвина Уэлша, «Кровь и внутренности в старшей школе» Кэти Акер, « Американский психопат» Брета Истона Эллиса, «Бойцовский клуб» Чака Паланика и рассказ Джеймса Балларда «Огромное пространство». Эти работы касаются вопросов, которые считались выходящими за рамки социальных норм. Их герои злоупотребляют наркотиками, участвуют в актах ультранасилия или могут считаться сексуальными извращенцами.
Среди наиболее известных произведений трансгрессивного искусства среди широкой публики были: скульптура, коллажи и инсталляционное искусство, которые оскорбили христианские религиозные чувства. К ним относятся «Моча Христа» Андреса Серрано с распятием в стакане с мочой и мультимедийная картина Криса Офили « Святая Дева Мария», частично сделанная из навоза слона.
В 1995 году российский художник Юрий Фесенко представил публике в Государственном музее Востока при содействии галереи «Московская Палитра» арт-проект «Трансгрессия».
С конца 1990-х годов появилась новая группа художников-трансгрессистов, таких как канадский художник Рик Гибсон, который использует в своих произведениях части человеческих органов, вызывая тем самым шок у своих зрителей. В Китае несколько художников стали известны благодаря производству трансгрессивного искусства; в том числе Чжу Юй, который приобрел известность, когда опубликовал изображения того, как он ел то, что казалось человеческим плодом и Ян Чжичао, известный своим экстремальным боди-артом.

## В музыке
Рок-н-ролльная музыка всегда являлась протестной. Поскольку музыка росла в популярности, некоторые авторы использовали противоречивость текстов, чтобы сделать заявление, привлечь внимание или получить прибыль (или комбинацию из них). Для музыкальных жанров, таких как шок-рок, панк-рок, хорроркор и его родительские жанры хардкор хип-хоп и гангста-рэп, а также грайндкор, блэк-метал и дэт-метал и различные группы в жанре авангардного рока, оскорбляющие современную чувственность, были неотъемлемой частью трансгрессивного искусства. Такие музыканты, как Элис Купер, Slayer, Kiss, N.W.A, Iggy Pop, The Misfits, W.A.S.P, GWAR, GG Allin, The Plasmatics, Cannibal Corpse, Tyler, The Creator, Throbbing Gristle, Мэрилин Мэнсон, Die Antwoord, Anal Cunt, Sex Pistols, Eminem, Brotha Lynch Hung и Dead Kennedys использовали антихристианские, сатирические тексты, которые обычно вызывали неоднозначные чувства у слушателей. Некоторые группы использовали противоречие, чтобы увеличить свою популярность.